# 十三峠 (中山道)
 十三峠 （じゅうさんとうげ）は、岐阜県恵那市から瑞浪市の旧中山道、大井宿（江戸方）と大湫宿（京方）の間、約10 kmにわたり上り下りを繰り返す峠。

## 概要
大井宿から西行硯石を経て十三峠の石碑から峠道となる。槇ヶ根一里塚、槇ヶ根立場（下街道追分）、紅坂一里塚、四ッ谷立場（大名街道追分）、深萱立場、大久後立場、権現山一里塚を経て大湫宿に至る。

## 十三峠におまけが七つ
峠は20以上のアップダウンを繰り返す難所で「十三峠におまけが七つ」と称された。
（江戸方）西行坂、七本松坂、槇ヶ根坂、乱れ坂、お継原坂、かくれ神坂、平六坂、紅坂、黒すくも坂、西坂、三城峠、茶屋坂、新道坂、観音坂、権現坂、鞍骨坂、吾郎坂、巡礼水坂、びやいと坂、曽根松坂、地蔵坂、しゃれこ坂、山之神坂、童子ヶ根、寺坂（京方）